# Délkelet-ázsiai labdarúgó-bajnokság
A Délkelet-ázsiai labdarúgó-bajnokság (angolul: AFF Championship) egy a SAFF által kiírt nemzetközi labdarúgótorna Délkelet-ázsiai labdarúgó-válogatottak számára.
A férfiaknak, 1996-ban. a nőknek 2006-ban volt az első torna.
Férfiaknál a jelenlegi címvédő Vietnám, a legsikeresebb válogatottak pedig Thaiföld 5 győzelemmel.
Nőknél a jelenlegi címvédő Thaiföld, a legeredményesebb csapatok: Thaiföld, 4 győzelemmel.

## Férfi torna
| Év             | Rendező                |                   | Döntő                   | Döntő        | Döntő                      |                            | Bronzmérkőzés              | Bronzmérkőzés       | Bronzmérkőzés       |
| Év             | Rendező                | Győztes           | Eredmény                | 2. helyezett | 3. helyezett               | Eredmény                   | 4. helyezett               |                     |                     |
| -------------- | ---------------------- | ----------------- | ----------------------- | ------------ | -------------------------- | -------------------------- | -------------------------- | ------------------- | ------------------- |
| 1996 Részletek | Szingapúr              | · Thaiföld        | 1–0                     | · Malajzia   | · Vietnám                  | 3–2                        | · Indonézia                |                     |                     |
| 1998 Részletek | Vietnám                | · Szingapúr       | 1–0                     | · Vietnám    | · Indonézia                | 3–3 (h.u.) (5-4) (b.u.)    | · Thaiföld                 |                     |                     |
| 2000 Részletek | Thaiföld               | · Thaiföld        | 4–1                     | · Indonézia  | · Malajzia                 | 3–0                        | · Vietnám                  |                     |                     |
| 2002 Részletek | Indonézia Szingapúr    | · Thaiföld        | 2–2 (h.u.) (4–2) (b.u.) | · Indonézia  | · Vietnám                  | 2–1                        | · Malajzia                 |                     |                     |
| 2004 Részletek | Malajzia Vietnám       | · Szingapúr       | 3–1 2–1                 | · Indonézia  | · Malajzia                 | 2–1                        | · Mianmar                  |                     |                     |
| 2004 Részletek | Malajzia Vietnám       | 5–2 összesítésben |                         |              | · Malajzia                 | 2–1                        | · Mianmar                  |                     |                     |
| Év             | Rendező                |                   | Döntő                   | Döntő        | Döntő                      |                            | Elődöntők vesztesei        | Elődöntők vesztesei | Elődöntők vesztesei |
| Év             | Rendező                | Győztes           | Eredmény                | 2. helyezett |                            |                            | Elődöntők vesztesei        | Elődöntők vesztesei | Elődöntők vesztesei |
| 2007 Részletek | Szingapúr Thaiföld     | · Szingapúr       | 2–1 1–1                 | · Thaiföld   | Malajzia és Vietnám        | Malajzia és Vietnám        | Malajzia és Vietnám        |                     |                     |
| 2007 Részletek | Szingapúr Thaiföld     | 3–2 összesítésben |                         |              | Malajzia és Vietnám        | Malajzia és Vietnám        | Malajzia és Vietnám        |                     |                     |
| 2008 Részletek | Indonézia Thaiföld     | · Vietnám         | 2–1 1–1                 | · Thaiföld   | Indonézia és Szingapúr     | Indonézia és Szingapúr     | Indonézia és Szingapúr     |                     |                     |
| 2008 Részletek | Indonézia Thaiföld     | 3–2 összesítésben |                         |              | Indonézia és Szingapúr     | Indonézia és Szingapúr     | Indonézia és Szingapúr     |                     |                     |
| 2010 Részletek | Indonézia Vietnám      | · Malajzia        | 3–0 1–2                 | · Indonézia  | Fülöp-szigetek és Vietnám  | Fülöp-szigetek és Vietnám  | Fülöp-szigetek és Vietnám  |                     |                     |
| 2010 Részletek | Indonézia Vietnám      | 4–2 összesítésben |                         |              | Fülöp-szigetek és Vietnám  | Fülöp-szigetek és Vietnám  | Fülöp-szigetek és Vietnám  |                     |                     |
| 2012 Részletek | Malajzia Thaiföld      | · Szingapúr       | 3–1 0–1                 | · Thaiföld   | Malajzia és Fülöp-szigetek | Malajzia és Fülöp-szigetek | Malajzia és Fülöp-szigetek |                     |                     |
| 2012 Részletek | Malajzia Thaiföld      | 3–2 összesítésben |                         |              | Malajzia és Fülöp-szigetek | Malajzia és Fülöp-szigetek | Malajzia és Fülöp-szigetek |                     |                     |
| 2014 Részletek | Szingapúr Vietnám      | · Thaiföld        | 2–0 2–3                 | · Malajzia   | Fülöp-szigetek és Vietnám  | Fülöp-szigetek és Vietnám  | Fülöp-szigetek és Vietnám  |                     |                     |
| 2014 Részletek | Szingapúr Vietnám      | 4–3 összesítésben |                         |              | Fülöp-szigetek és Vietnám  | Fülöp-szigetek és Vietnám  | Fülöp-szigetek és Vietnám  |                     |                     |
| 2016 Részletek | Mianmar Fülöp-szigetek | · Thaiföld        | 1–2 2–0                 | · Indonézia  | Mianmar és Vietnám         | Mianmar és Vietnám         | Mianmar és Vietnám         |                     |                     |
| 2016 Részletek | Mianmar Fülöp-szigetek | 3–2 összesítésben |                         |              | Mianmar és Vietnám         | Mianmar és Vietnám         | Mianmar és Vietnám         |                     |                     |
| 2018 Részletek |                        | · Vietnám         | 2–2 1–0                 | · Malajzia   | Fülöp-szigetek és Thaiföld | Fülöp-szigetek és Thaiföld | Fülöp-szigetek és Thaiföld |                     |                     |
| 2018 Részletek | 3–2 összesítésben      |                   |                         |              | Fülöp-szigetek és Thaiföld | Fülöp-szigetek és Thaiföld | Fülöp-szigetek és Thaiföld |                     |                     |

- h.u. – hosszabbítás után
- b.u. – büntetők után

## Éremtáblázat
| Poz. | Ország         |   |   |   |   |
| ---- | -------------- | - | - | - | - |
| 1.   | Thaiföld       | 5 | 3 | 1 | 9 |
| 2.   | Szingapúr      | 4 | 0 | 1 | 5 |
| 3.   | Vietnám        | 2 | 1 | 6 | 9 |
| 4.   | Malajzia       | 1 | 3 | 4 | 8 |
| 5.   | Indonézia      | 0 | 5 | 2 | 7 |
| 6.   | Fülöp-szigetek | 0 | 0 | 4 | 4 |
| 7.   | Mianmar        | 0 | 0 | 1 | 1 |

## Női torna
| 2004 Részletek | Vietnám   | · Mianmar    | 2–2 (h.u.) (4–2 b.u.) | · Vietnam B  | · Vietnám    | 4–1        | · Indonézia  |
| 2006 Részletek | Vietnám   | · Vietnám    | csoportkör            | · Tajvan     | · Thaiföld   | csoportkör | · Mianmar    |
| 2007 Részletek | Mianmar   | · Mianmar    | 1–1 (h.u.) (4–1 b.u.) | · Thaiföld   | · Vietnám    | 6–0        | · Malajzia   |
| 2008 Részletek | Vietnám   | · Ausztrália | 1–0                   | · Vietnám    | · Thaiföld   | 3–0        | · Mianmar    |
| 2011 Részletek | Laosz     | · Thaiföld   | 2–1                   | · Mianmar    | · Vietnám    | 6–0        | · Laosz      |
| 2012 Részletek | Vietnám   | · Vietnám    | 0–0 (h.u.) (4–3 b.u.) | · Mianmar    | · Thaiföld   | 14–1       | · Laosz      |
| 2013 Részletek | Mianmar   | · Japán      | 1–1 (h.u.) (5–3 b.u.) | · Ausztrália | · Vietnám    | 3–1        | · Mianmar    |
| 2015 Részletek | Vietnám   | · Thaiföld   | 3–2                   | · Mianmar    | · Ausztrália | 4–3        | · Vietnám    |
| 2016 Részletek | Mianmar   | · Thaiföld   | 1–1 (h.u.) (6–5 b.u.) | · Vietnám    | · Mianmar    | 1–0        | · Ausztrália |
| 2018 Részletek | Indonézia | · Thaiföld   | 3–2                   | · Ausztrália | · Vietnám    | 3–0        | · Mianmar    |

- h.u. – hosszabbítás után
- b.u. – büntetők után

## Éremtáblázat
| Poz. | Ország         |   |   |   |    |
| ---- | -------------- | - | - | - | -- |
| 1.   | Thaiföld       | 4 | 1 | 3 | 8  |
| 2.   | Vietnám        | 2 | 3 | 5 | 10 |
| 3.   | Mianmar        | 2 | 3 | 1 | 6  |
| 4.   | Ausztrália/U20 | 1 | 1 | 1 | 4  |
| 5.   | Japán          | 1 | 0 | 0 | 1  |
| 6.   | Tajvan         | 0 | 1 | 0 | 1  |